# قلوب (مسلسل)
قلوب، تتركز أحداث المسلسل على مدار حلقاته الستون في قالب اجتماعي حول خمس سيدات تجمعن علاقة صداقة قوية منذ الطفولة، ويتعرض المسلسل لمساراتهم الحياتية المختلفة والتي تتعلق بالعديد من المناحي الاجتماعية المختلفة ومنها الحب والدين والزواج والطلاق .. تم عرضه 2014

## بطولة
| - علا غانم:هديل - ريهام سعيد:إنجي - نجلاء بدر:أية عبد السلام - إنجي المقدم:سارة - غادة الشريف:جان - جيهان عبد العظيم:هبة | - بيومي فؤاد :حمزة البسيوني - محمد عبد المعطي: أبو هبة - بطرس غالي: أبو سارة - إسماعيل شرف الدين:سيف - حازم سمير:حسام السويفي - محمد سليمان:خالد عبد الرؤوف | - لبنى محمود: ام هبة - عبير منير: أم سارة - علي الطيب: فتحي - خالد كمال: - نادر فؤاد:زين مساعد حمزة - محمد علي رزق: أمجد أخو جان | - محمد مهران: مصطفى صديق جان - عبير فاروق:أم جان - عبد السلام الدهشان:والد جان - أحمد فوزي:كمال خطيب هبة - أسامة أسعد: شريف صديق أية | - لبنى عبد العزيز: ام عماد خطيب جان - إبراهيم السمان:صديق سيف - نيرة عارف: زينب صديقة هديل - عماد الطيب:هشام عبد الحميد - فاطمة صفا: ياسمين زوجة شريف | - رحاب عرفة:أمال زوجة أمجد - كريم صبحي:أيهاب زوج هند - محمد جبر:صديق هبة - ليلة عدنان:طفلة كبيرة - عمر عبد الحليم: عماد خطيب جان |

- بالإضافة إلى:

| - محمد عز - جيهان أنور:المذيعة ماهي شوقي - رحاب حسين المذيعة د.فوزية - دعاء حسين - احسان الترك:صاحب القناة - سحر كامل - عبد الحميد سند:مرتضى طليق انجي | - أحمد الرفاعي - جو - كريم دسوقي - شيري مجدي - هند فتحي - مايان الحلواني - محمد الجنايني | - محمد قشطة - سهر - نهى طارق - عيد أبو الحمد:محمد خادم هديل - ساندي صبحي - منى ممدوح - شاهيناز القماش | - مصطفى خاطر - صباح - برنسة - رامي عبد المقصود - عبد العزيز التوني - محمد قريش - هايدي سليم | - شيرين الشربيني - شيماء عصمت - مروة الصباحي - أشرف بوذيشن - ياسمين القماش - عبد اللطيف الطحاوي - محمد فتحي | - انتصار حسن - مصطفى رجب - مروة سعد - سليم سليمان: العربي حمادة - جيهان قمري:مدام زوزو صاحبة بيت الدعارة - نور الكاديكي |

الأطفال: علي فاروق - عمر أسامة

## فريق العمل
| - مدير التصوير: محمد فتحي - إبراهيم بيجو: مشرف الإضاءة - مونتير: رامز عاطف - مونتير مساعد: ريمون وليم - مؤلف: هاني كمال - مخرج: حسين شوكت - مساعد مخرج أول: امنيه وجيه - مخرج منفذ: خيري سالم | - مساعد مخرج: سعيد رياض - أحمد عبد الوهاب - محمد خيري - مصممة الملابس: منى عبد السلام - ماكيير: بلال نجيب - كوافير: طارق الصغير - تصحيح ألوان : رامز عاطف - مؤلف الموسيقى: محمد مدحت - منتج:ممدوح شاهين - منتج فني: علي الزغبي | - مشرف عام على الإنتاج: سعد عباس - منفذ الإنتاج: شريف صفوت - منفذ الإنتاج: كريم ضياء - مدير الانتاج:وائل شعبان - كريم آدم - مدير إدارة الإنتاج:هشام إبراهيم - مهندس الديكور:شيماء الليثي - هندسة صوت ومكساج: حسام ممدوح |